# Antho ridleyi
Antho ridleyi är en svampdjursart som först beskrevs av Jörn Hentschel 1912.  Antho ridleyi ingår i släktet Antho och familjen Microcionidae. Inga underarter finns listade i Catalogue of Life.